# Hoyer (Gitarren)

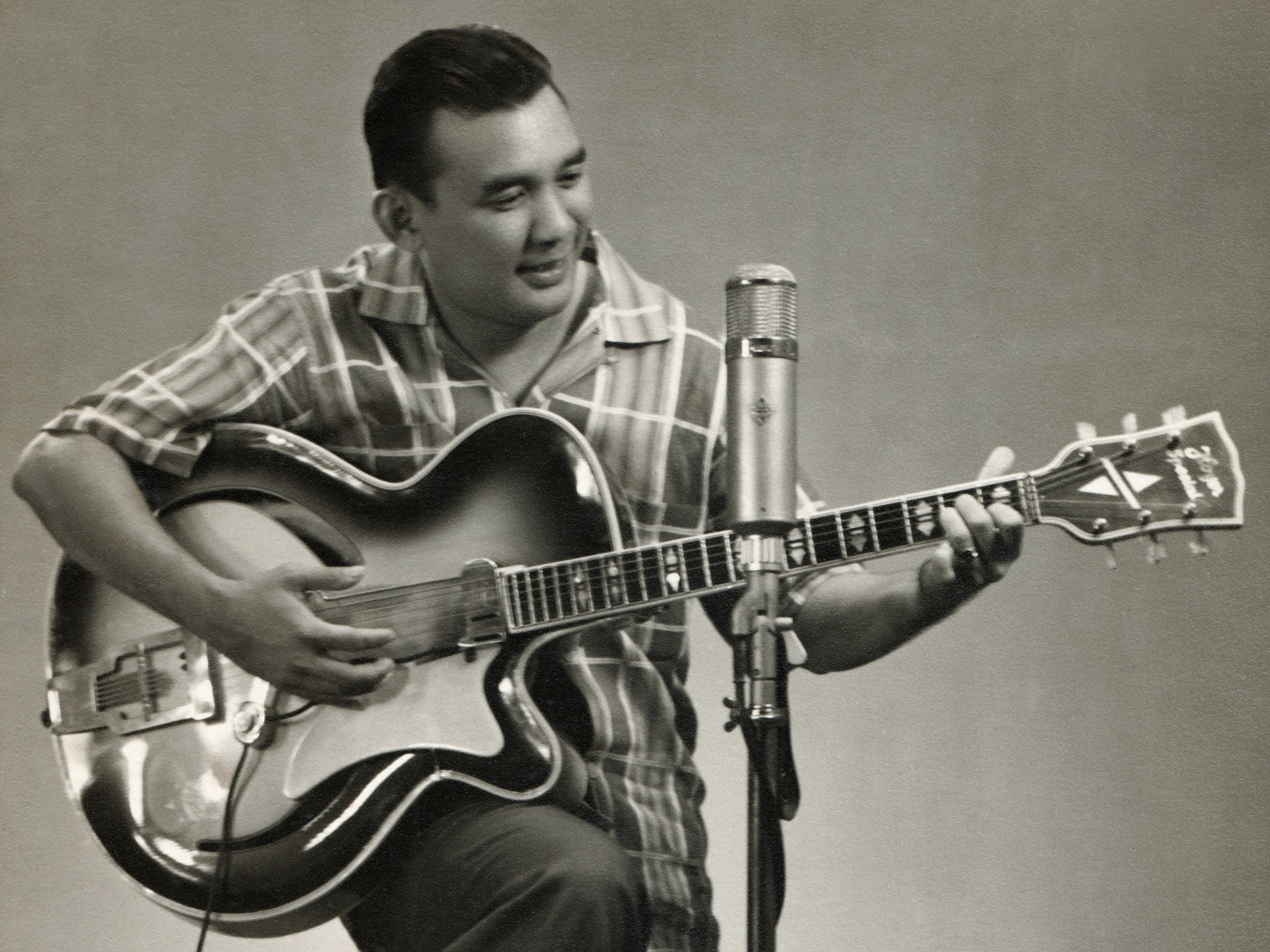
Der indonesische Künstler Gordon Tobing mit einer Hoyer Special der 1960er Jahre.

Hoyer ist ein Markenname von Gitarren und E-Bässen.
Die Marke geht zurück auf die 1874 von Franz Hoyer in Schönbach im Musikwinkel (heute Luby, Tschechien) gegründete Gitarrenmanufaktur. 1945 wurde die Werkstatt von dessen Sohn Arnold Hoyer in Tennenlohe bei Erlangen wiederbegründet und konzentrierte sich ab 1967 – nach Arnolds Tod und der Übernahme der Firma durch dessen Sohn Walter A. Hoyer – hauptsächlich auf die Herstellung von elektrischen, halbakustischen und Western-Gitarren sowie E-Bässen. Aus ihrem Produktkatalog stammen so obskure Schöpfungen wie die von Roger Field erfundene Foldaxe (eine zusammenfaltbare E-Gitarre), oder der Dobrobass, aber auch die berühmte Schlaggitarre „Herr im Frack“. 1987 wurde die Fertigung aufgegeben.
2005 übernahm der deutsche Musikaliengroßhändler Michael Compernass die Markenrechte des nunmehr als Hoyer Guitars e.K. firmierenden Unternehmens mit Sitz in Dorsten und vergab die internationalen Vertriebsrechte 2009 an den englischen Unternehmer Michael Ritter. Seit 2012 wird die Marke international von der Ritter USA LLC mit Sitz in New York vertreten.